# Topoly u Žehuňského rybníka
Topoly u Žehuňského rybníka je skupina památných stromů v obci Žehuň v okrese Kolín. Tři topoly bílé (Populus alba L.) byly vysazeny kolem roku 1850, rostou na západním svahu hráze Žehuňského rybníka. Stromy jsou vysoké 15, 14 a 12,5 m, obvody kmenů jsou 455, 401 a 378 cm (měřeno 2009). Kmen nejsilnějšího ze tří jedinců, nejbližšího obci, se dělí na tři kosterní větve, ze strany od silnice byly odstraněny dvě silné větve, rány jsou v okrajích zavalené, ve starší ráně vzniká dutina, dochází k prosychání i silnějších větví, které odpovídá věku jedince. Druhý exemplář má spodní větve ořezány. Směrem k silnici byly odstraněny silné větve na jedné ze dvou kosterních větví, v ránách vznikají dutiny, v okrajích se vytváří kalus, dochází k menšímu prosychání. Třetí strom má na jedné ze silnějších větví sahajících do porostu odlomený terminál, dochází k menšímu prosychání větví nižších řádů. Zdravotní stav stromů je dobrý.
Stromy jsou chráněny jako dendrologicky cenný taxon, významné svým vzrůstem.

## Strom v okolí
- Dub u Žehuňského rybníka
- Lípy v Žehuni